# Creador de Reyes: El cambio del destino
Creador de Reyes: El cambio del destino o Kingmaker: The Change of Destiny (en hangul, 바람과 구름과 비; romanización revisada, Baramgwa Gureumgwa Bi; literalmente, «Wind, Clouds, and Rain») es una serie de televisión surcoreana de drama histórico y romántico emitida por TV Chosun desde el 17 de mayo de 2020 hasta el 26 de julio de 2020, basada en la novela "Wind, Clouds and Rain" de Lee Byung-joo. Es producida por Victory Contents y protagonizada por Park Si-hoo y Ko Sung-hee.

## Argumento
Choi Chun-joong (Park Si-hoo) era el hijo de un poderoso aristócrata y funcionario de la Corona. A pesar de pertenecer a una familia rica y prestigiosa, él creció como un joven humilde y generoso con los pobres y desafortunados.
Lee Bong-ryeon (Ko Sung-hee) era una chica pobre, la hija de una chamana. Ella tiene poderes psíquicos sobrenaturales más poderosos que los de su madre, y es una chica de buen corazón, valiente y fuerte.
Ambos se enamoran el uno del otro, pero después de un desafortunado incidente, Lee Bong-ryeon termina siendo secuestrada por la poderosa y corrupta familia Jang Dong Kim que domina la Corte Real, y entonces se descubre que ella es hija del Rey Cheoljong (porque su madre fue amante del Rey cuando él era un príncipe exiliado que vivía en la pobreza), y por lo tanto es una princesa. El débil Rey, que es un títere de la familia Jang Dong Kim, deja a su hija bajo custodia de la codiciosa familia.
Tiempo después los destinos de los enamorados se vuelven a cruzar y parece que pueden tener una vida juntos, pero entonces la familia Jang Dong Kim inculpa al padre de Choi Chun-joong de crímenes que no cometió y terminan quitándole su patrimonio y su propia vida. Reducido a la pobreza y perseguido, el joven planea vengarse y para ello se convierte en el mejor adivino y lector de rostros del país, solicitado por clientes de todas las clases sociales para que les pronostique su futuro. 
En el año 1864, en el final del reinado de Cheoljong y en un momento crucial de la historia coreana, Choi Chun-joong luchará para convertir en el próximo Rey al adolescente Gojong, hijo de un viejo príncipe de la Familia Real. También buscará de entronizar a la que será la esposa del próximo Rey, la futura Reina Consorte Myeongseong, que sería una figura legendaria y decisiva de la historia de Corea.
Al llevar al Trono a sus elegidos para ser los próximos Rey y Reina de Joseon, él espera derrocar a la familia Jang Dong Kim y cambiar el futuro del país para ayudar al pueblo. Para eso contará con la ayuda de su amada, la princesa Lee Bong-ryeon, pero ambos deberán enfrentar las conspiraciones de sus poderosos enemigos y grandes peligros, en una dura lucha para salvar el país, estar juntos y evitar el destino trágico que les han profetizado.

## Reparto

### Personajes principales
- Park Si-hoo como Choi Chun-joong: el mejor adivino y lector de rostros del país, y antiguamente un joven aristócrata prometedor. Lucha para cambiar el destino del país y estar junto a su amada. 
  - Kang Tae-woo como Choi Chun-joong (de joven) - (ep. #1-2, 6)
- Ko Sung-hee como Lee Bong-ryeon: una princesa y vidente, junto a su amado Choi Chun-joong lucha por evitar un destino trágico para ambos y proteger al pueblo.
  - Hong Seung-hee como Lee Bong-ryeon (de joven) - (ep. #1-3, 6, 13-14, 21)
- Sung Hyuk como Chae In-gyu: un joven de una familia aristócrata arruinada, que de niño y adolescente fue un supuesto amigo de Choi Chun-joong pero siempre sintió envidia de él y deseó tener todo lo que él tenía, incluyendo la mujer que amaba, Lee Bong-ryeon. Al servicio de la familia Jang Dong Kim asesina al padre de Choi Chun-joong y será su peor enemigo.
  - Choi Jung-woo como Chae In-gyu (de joven) - (ep. #1, 13-14, 21)

### Personajes secundarios

#### Miembros de la Realeza
- Jung Wook como Cheoljong de Joseon: un personaje histórico real, el vigésimo quinto Rey de la Dinastía Joseon. En la serie es retratado como un hombre noble y de buenos sentimientos, pero anulado por su debilidad política y personal que lo convierte en casi un títere. Es el padre de la protagonista, la princesa Lee Bong-ryeon.
- Park Sang Hoon como Gojong: personaje histórico real, se convertiría en el penúltimo Monarca de Corea. Es hijo de un príncipe algo mayor y relativamente empobrecido de la Familia Real, pero debido a que el Rey Cheoljong no tiene hijos varones legítimos, el adolescente Gojong es uno de los candidatos a suceder al Rey. El protagonista Choi Chun-joong lucha para convertirlo en el próximo Rey.
- Park Jung Yeon como Myeongseong de Joseon: uno de los personajes históricos más legendarios de Corea. Perteneciente a una familia aristocrática emparentada con la Dinastía Joseon pero venida a menos, ella está destinada a convertirse en Reina Consorte (y luego Emperatriz) por su matrimonio con Gojong, algo que en la serie se retrata como un logro del protagonista Choi Chun-joong que la ayuda a conseguirlo.
- Jun Kwang Ryul como Heungseon Daewongun: personaje histórico, el padre de Gojong. Un príncipe empobrecido pero astuto y codicioso de la Familia Real, que esconde su codicia bajo un bajo perfil. Enemigo de la familia Jang Dong Kim aunque intenta disimularlo por estrategia.
- Kim Bo-yeon como Reina Sinjeong: la madre del difunto Rey anterior a Cheoljong, su condición de pariente de mayor rango de la Familia Real después del propio Rey le permite tener un poder crucial en la definición de la sucesión al Trono. Detesta a la familia Jang Dong Kim.
- Iru como Lee Ha Jun: un príncipe joven de la Familia Real y protegido de la Reina Sinjeong. Él es impulsivo, arrogante e imprudente, y es enemigo a muerte de la familia Jang Dong Kim. Su obsesiva ambición es ser el próximo Rey pero su personalidad es su peor enemigo.

#### Personas alrededor de Jang Dong Kim
- Cha Kwang Soo como Kim Jwa Geun: el anciano jefe de la familia Jang Dong Kim y primer ministro del Reino. Legalmente es el segundo funcionario más importante después del Rey, pero en la práctica es el verdadero y único gobernante del país pues el Rey Cheoljong está sometido a su voluntad. Perverso y cruel.
- Kim Seung-soo como Kim Byung Woon: pariente de sangre e hijo adoptivo del primer ministro Kim Jwa Geun, y Ministro de Finanzas. Es el segundo hombre más importante de la familia Jang Dong Kim y del gobierno. Corrupto, codicioso e implacable hará lo que sea en su camino a acumular más poder y riqueza.
- Yoon A-jung como Na Hab: la concubina del primer ministro Kim Jwa Geun, mucho más joven que él. Una mujer interesada e intrigante, astuta.
- Han Jae Young como Kim Myung Hak: hijo biológico del primer ministro y alcalde de la capital del Reino. Corrupto y codicioso como los otros miembros de su familia, carece de la lealtad de ellos al clan familiar y solo se preocupa de su ambición personal, siendo un oportunista. Rival de su hermano adoptivo.
- Park Joon-geum como Lee Deok-yoon, una reputada comerciante.[2]

### Apariciones especiales
- Heo Sung-tae como un astrólogo (ep. #2)